# 長春南嶺体育場
長春南嶺体育場（ちょうしゅんなんれいたいいくじょう、拼音: Zhǎngchūn Nánlǐng Tǐyùchǎng）は、中華人民共和国の吉林省長春市にある長春市最大の多目的スタジアムである。

## 概要
1997年に建設された。主にサッカーの試合に用いられる。収容人数は38,000人、敷地面積は42,912平方メートル。隣にスピードスケートやフィギュアスケートの国際試合を開催できるスケートリンクの長春市滑泳館や屋外テニス場の長春市網球場、体操など室内競技全般の国際試合を開催できる長春市五環体育館が併設されており、全体で長春市体育中心(長春スポーツセンター)を構成している。
中国サッカー・スーパーリーグに所属する長春亜泰がホームスタジアムとして利用することがある。AFCチャンピオンズリーグに長春亜泰が参戦した際には、長春体育場の名称で登録している。また、ACミランが長春亜泰と親善試合を行った際このスタジアムが使用されている。

## 交通アクセス
長春動植物園や吉林大学南嶺校区に隣接している。長春軽軌の長春軽軌4号線自由大路駅より徒歩約10分。現在建設中の長春軽軌1号線自由大路駅より徒歩約5分。